# 2021년 벤쿠버 국제 영화제
제40회 벤쿠버 국제 영화제는 2021년 10월 1일에 열린 시상식이다.

## 수상 및 후보

### 베스트 영화상
- 핸들 위드 케어: 더 레전드 오브 더 노틱 스트릿볼 크루 - 제레미 샤울린-리우 수상

### 캐나다 장편상
- 신 라 하바나 - 카베 나바티안 수상

### 캐나다 단편상
- 투게더 - 알버트 신 수상

### 캐나다 신인감독상
- 부틀레거 - 카롤린 모네 수상

### 캐나다 다큐멘터리상
- 리터닝 홈 - 션 스틸러 수상

### VIFF 임팩트 상
- 블루 박스 - 미칼 위츠 수상

### VIFF 임팩트: 롭 스튜어트 에코 워리어상
- 코우익스팅크션 - 엘레나 진 외 1명 수상

### Cinematic Live Action
- Symphony - Igor Cortadellas 수상

### VIFF Immersed Awards: Documentary
- Inside COVID19 - Gary Yost 외 1명 수상

### VIFF Immersed Awards: Augmented Reality
- Mission to Mars AR - Piotr Baczynski 외 1명 수상

### VIFF Immersed Awards: Animation
- Beat - Keisuke Itoh 수상

### VIFF Immersed Awards: VeeR Audience Award
- 레드 아이즈 - 이승무 수상

### VIFF Immersed Awards: XR Market Grant
- Memory Place - Zeynep Abes 수상

### BC 신인감독상
- 포트레이츠 프롬 어 파이어 - 트레버 맥 수상

### 베스트 BC 단편 영화 상
- 더 호시즈 - 리즈 케언스 수상

### 컨템포러리 월드 시네마
- 수어드 - 에이텐 아민
- 걸프렌즈 - 마리 다비뇽
- 더 사이암 본드 - 파울라 헤르난데스
- 더 인-로스 - 쿠바 미할츠크
- 더 베타 테스트 - 짐 커밍스 외 1명
- 퀸 오브 글로리 - 나나 멘사
- 클라라 솔라 - 나탈리 알바레즈 미에센
- 힛 더 로드 - 파나 파나히
- 더 북 오브 딜라이츠 - 마르셀라 로디
- 아조르 - 안드레아스 폰타나
- 더 걸 엔드 더 스파이더 - 라몬 취르허
- 컴파트먼트 넘버.6 - 유호 쿠오스마넨
- 힘 - 구로 브루스가드
- 하벨 - 슬라벡 호락
- 미라클 - 보그단 죠지 아페트리
- 파비앙 - 고잉 투 더 독스 - 도미니크 그라프
- 셀츠 - 밀리카 토모빅
- 스몰 바디 - 라우라 사마니
- 고다바리 - 닉힐 마하잔
- 왓 두 위 씨 웬 위 룩 엣 더 스카이? - 알렉상드르 코베리제
- 어 테일 오브 러브 앤 디자이어 - 레일라 부지
- 브라이튼 4TH - 르반 코구아슈빌리
- 본 매로우 - 하미드 레자 고바니
- 보호자 - 페릿 카라한
- 언클렌칭 더 퍼스트 - 키라 코발렌코
- 바이 바이 모론스 - 알베르 뒤퐁텔
- 파더 파블로 - 호세 루이스 이소아드 아르루바레나
- 파리 13쓰 디스트릭트 - 자크 오디아르
- 라미야스 포엠 - 알렉스 크로네머

### 트루 노스
- 와일드후드 - 브레튼 핸냄
- 리터닝 홈 - 션 스틸러
- 씨 포 미 - 랜달 오키타
- 조 레켄 - 엠마누엘 리차
- 더 라스트 투어리스트 - 타이슨 새들러
- 퀴크닝 - 하야 와심
- 코우익스팅크션 - 글로리아 판크라지 외 1명
- 아일런즈 - 마틴 에드랄린
- 포트레이츠 프롬 어 파이어 - 트레버 맥
- 런 투 스윔 - 타이론 타미
- 다마스쿠스 드림스 - 에밀리 세리
- 핸즈 댓 바인드 - 카일 암스트롱
- 부틀레거 - 카롤린 모네
- 다크룸 - 루카스 마이어
- 더 보트하우스 - 한나 치스먼
- 비 스틸 - 엘리자베스 라제브닉
- 드렁큰 버드스 - 이반 그르보비치
- 쌩땅느 - 레인 베르메트
- 나이트 블룸스 - 스테파니 졸린
- 핸들 위드 케어: 더 레전드 오브 더 노티스 스트릿볼 크루 - 제레미 샤울린-리우
- 신 라 하바나 - 카베 나바티안
- 더 화이트 포트리스 - 이고르 드랴차

### VIFF 임팩트
- 프롬 더 와일드 씨 - 로빈 피터
- 아유카 - 더 웨이트 오브 라이프 - 투 닐 외 1명
- 리틀 팔레스타인 (다이어리 오브 어 시즈) - 압달라 알-카디브
- 블루 박스 - 미칼 위츠
- 비하인드 더 헤드라인스 - 다니엘 안드레아스 세이거
- 시크릿 프롬 푸투마요 - 아우렐리오 미힐레스

### M/A/D
- 록 바텀 라이저 - 펀 실바
- 화이트 큐브 - 렌조 마르텐즈
- 나인 세빌 - 곤잘로 가르시아 펠라요 외 1명
- 더 엔드리스 모먼트 - 더 페인터 롤프 쿨만 - 클로디아 쉬미트
- 투 더 문 - 태드 오 설리반
- 샬롯 - 타히르 라나 외 1명
- 레코드 - 앨런 츠바이크
- 허안화: 행복한 영화 - 만림중

### 국제 단편 부문
- 족장 알-싯 - 수잔나 미가니
- 올 도그스 다이 - 니나 팔마도티르
- 샤론 - 야닉 칼쳐
- 돈 vs 라이트닝 - 빅 레드 버튼
- 도나 - 마르가 멜리아
- 로이 - 톰 버클리 외 1명
- 더 세이버니 윈도우 - 로익 게일러드
- 애니하우, 애니웨이 - 카타리나 로마노
- 샬롯 - 자크 도른
- 폴 오브 더 아이비스 킹 - 미카이 제로니모 외 1명
- 플로잉 홈 - 산드라 데스마지에레스
- 그래니스 섹슈얼 라이프 - 에밀리 피자르 외 1명
- 더 몽키 - 로렌조 데글 이노센티 외 1명
- 누에보 리코 - 크리스티안 메르카도
- 언네세서리 띵스 - 디미트로 리센바트
- 웨이크 - 마크 보스턴
- 더 블랙 디스쿼지션 - 퀸시 G. 레드베터
- 챈트 프롬 어 홀리 북 - 세자르 가나니안 외 1명
- 그날의 기억 - 미겔 캄파냐
- 더 나이트 아이 레프트 아메리카 - 라키 카라비아스
- 어 콰이어트 맨 - 니이마 카티에르
- 어 롤 인 더 헤이 - 제프리 피기에라
- 유어 스트리트 - 귀진 카르
- 아파트, 투게더 - 올리비아 항 주
- 캐리어 - 맥스 오바스카
- 굿바이 토르니오 - 에밀리아 헤르네스니에미
- 미튜브 3: 어거스트 싱스 '우나 퍼티바 라그리마' - 다니엘 모쉘
- 네코 엔드 플라이즈 - 차오 쉬 한
- 퀄리티 타임 - 오메르 벤 데이비드

### 모즈
- 아이브 빈 어프레이드 - 세실리아 콘딧
- 원스 어폰 어 스크린: 익스플로시브 파라독스 - 케빈 B. 리
- 뉴 앱노멀 - 소라요스 프라파판
- 정복자의 옷 - 가브리엘 허레라 토레스
- 말의 흐름 - 엘리안 에스더 보츠
- 네온의 유령 - 레오나르도 마르티넬리
- 더 코스트 - 소흐랍 후라
- 해피니스 이즈 어 저니 - 이베테 루카스 외 1명
- 쇼 미 아더 플레이스 - 라지 사마라싱게
- 애드버서리얼 인프래스트럭처 - 안나 잉겔하트
- 더 캐년 - 재커리 엡카
- 콥스 샘플스 - 아스트리드 드 라 샤펠

### 특별소개 부문
- 메모리아 - 아피찻퐁 위라세타쿤
- 마더링 선데이 - 에바 허슨
- 디 일렉트로닉 라이프 오브 루이스 웨인 - 윌 샤프
- 나이트 레이더스 - 다니스 고렛
- 에브리띵 웬트 파인 - 프랑소와 오종
- 올 마이 푸니 사로스 - 마이클 맥고완
- 더 워스트 펄슨 인 더 월드 - 요아킴 트리에
- 오피셜 콤피티션 - 가스톤 두프라트
- 드라이브 마이 카 - 하마구치 류스케
- 버그만 아일란드 - 미아 한센-러브
- 레드 로켓 - 션 베이커
- 원 세컨드 - 장이머우
- 베네딕션 - 테렌스 데이비스
- 벨파스트 - 케네스 브래너
- 쁘띠 마망 - 셀린 시아마

### 게이트웨이
- 싱크홀 - 김지훈
- 스파게티 코드 러브 - 마루야마 타케시
- 개와 정승 사이 - 마웅 순
- 어 챗 - 왕 시데
- 타임 - 릭키 코
- 스파이의 아내 - 구로사와 기요시
- 세자매 - 이승원
- 유니 - 카밀라 안디니
- 바바리안 인베이젼 - 천추이메이
- 당신얼굴 앞에서 - 홍상수
- 항구의 니쿠코 - 와타나베 아유무
- 머니보이스 - 씨.비 이
- 그녀의 사회주의 미소 - 존 지안비토

### 인사이트
- 첫 54년 - 약식 군사 매뉴얼 - 아비 모그라비
- 더 벨벳 퀸 - 마리아 아미그에트
- 저스트 어 무브먼트 - 빈센트 미슨
- 몰레콜레 - 안드리아 세그레
- 마이 차일드후드, 마이 컨트리 - 20 이어스 인 아프가니스탄 - 필 그랍스키 외 1명
- 플리 - 요나스 포헤르 라스무센
- 더 식스 - 아서 존스
- 마야 - 잠시드 모자데디 외 1명
- 더 킹 오브 노스 수단 - 대니 아벨
- 뿌리 없는 정원 - 살로메 야시
- 파야 다이 - 제시카 베쉬르
- 도터 오브 어 로스트 버드 - 브룩 페피온 스와니

### 숏 포럼
- 날루죽 나이트 - 제니 윌리암스
- 캐넉스 라이엇 II - 르와이스 배넷
- 솔리타리 스카이스 - 아만다 캐시디
- 진 스완슨: 위 니드 어 뉴 맵 - 테레사 알프레드
- 메리 투-엑스 얼리: 아이 엠 인디안 어게인 - 코트니 몽투르
- 디펀드 - 카디야 로버츠-압둘라
- 배드 씨즈 - 클로드 클루티에
- 더 언터처블 - 아바제 샤나바즈
- 하타 - 아시아 영맨
- 밀리턴트 마더 - 카르멘 폴라드
- 붑스 - 마리 발라드
- 어 세이프 디스턴스 - 글로리아 머서
- 투게더 - 알버트 신
- 뉴스 프롬 홈 - 사라 와일리
- 플라워 보이 - 안야 치르코바
- 띵스 위 필 벗 두 낫 세이 - 로렌 그랜트
- 트라-오-퀴이-아프트 듀풋 카노이 - 스티븐 데이비스
- 인디저너스 대즈 - 피터 브라스
- 스리칸디 - 안드레아 니르말 위자잔토
- 더 호시즈 - 리즈 케언스
- 더 이소벨 임프린트 - 알리 그랜트
- 라이크 더 원스 아이 유스드 투 노우 - 애니 세인트-피에르
- 더 모헬 - 찰스 왈
- 에반스 드럼 - 오시 미쉐린
- 키리 앤 더 걸 - 그레이스 도브
- 퍼스널즈 - 사샤 아기로프
- 트웰브 아워 - 폴 스콜도프
- 온 이더 사이드 - 엘리사줄리아 길모어
- 위 알 올 디프런트 - 린제이 매킨타이어
- 위드아웃 유 - 미나 슘
- 빅 띵스 - 에릭 피터슨
- 어 보이드 - 데클로스 반 옴
- 프로메테우스 - 마리 파르시
- 헤비 페팅 - 브랜든 프로스트
- 미네쓰: 더 히든 아일랜드 오브 에틱스 - 테릴 칼더
- 초콜렛 - 샬린 무어
- 더 블랙터 - 류키야 버나드